# 费尔明·豪德内斯
费尔明·豪德内斯-艾瓦雷茲（西班牙語：Fermín Jáudenes y Álvarez；1836年7月7日—1915年2月11日），西班牙殖民地官员，曾在1898年7月24日-8月13日出任菲律賓總督。

## 早年生活
1836年7月7日出生于拉科鲁尼亚的一个军官家庭。1852年5月进入步兵学院学习，曾在萨拉戈萨步兵团实习。毕业后在西班牙多地驻守（维多利亚、奥维耶多、阿利坎特、瓦伦西亚、卡塔赫纳、阿维拉等）。
1859年赴摩洛哥参与第一次西班牙-摩洛哥战争。在战场上屡立战功，身负重伤，也因此晋升上尉军衔。战后返回西班牙，1866年镇压了胡安·普里姆领导的圣吉尔军营的起义。1867年起在西班牙北部部队服役，防止卡洛斯派分子的渗透。
1872年因战功被晋升为指挥官。接下来几年里参加卡洛斯战争。1874年因战功晋升步兵中校。1875年指挥自己的部队参与卡洛斯战争多次战役，1876年晋升上校，指挥萨拉戈萨第12步兵团。此后他被任命为布尔戈斯旅团长和洛格罗尼奥省军事长官。
1889年晋升准将军衔。1895年担任第4军第1师师长、洛格罗尼奥省军事长官、第6军第2师师长、赫罗纳、塔拉戈纳和阿拉瓦等地的军事长官。

## 美西战争
1897年9月25日被派往菲律宾，由当时的总督费尔南多·普里莫·德·里维拉指挥，后者任命他为吕宋省军区总司令。1898年1月被总督任命为菲律宾副总督，步兵骑兵副总司令和国民警卫队总司令。他负责围剿反对《边那巴多条约》的菲律宾独立军武装。
美西战争爆发后，1898年6月6日被任命为马尼拉城防总司令。7月24日接替巴西里奧·奧古斯丁-达维拉担任菲律宾总督。此时西班牙在菲律宾的殖民统治岌岌可危。在马尼拉湾海战大败后，美军和菲律宾起义军开始围攻马尼拉。8月11日他收到了美军准将乔治·杜威的最后通牒，通知他美菲联军将在48小时内开始战争。8月13日战争开始，西班牙军队大败。14日豪德内斯与杜威签署投降协议。

## 战后
根据1898年10月5日的皇家法令，豪德内斯被解除所有职务。并在返回马德里后，因在马尼拉签署投降协议在最高军事法院受审。最终他被强制退役。1915年2月11日于洛格罗尼奥逝世，享年78岁。

## 荣誉
- 一等军功十字勋章
- 卡洛斯三世勋章
- 阿方索十二世勋章